# Езикова гимназия „Професор доктор Асен Златаров“
Езикова гимназия „Професор доктор Асен Златаров“ е средно училище във Велико Търново.

## История
Училището е открито през 1958 г. като Трета политехническа гимназия. За патрон е избран проф. д-р Асен Златаров (виден български учен и общественик). На 28 февруари 1972 г. е направена първата копка на новата сграда на гимназията, открита тържествено на 4 октомври 1975 г.
То носи имената – Трета смесена гимназия, Трета политехническа гимназия, Руска езикова гимназия, ЕСПУ с преподаване на руски език, ЕСПУ с преподаване на руски и западни езици. От март 1992 г. със заповед на Министъра на образованието училището е със статут на Езикова гимназия.
От учебната 1975/76 г. започва разширено изучаване на английски, немски и френски език. Десет години по-късно се откриват паралелки по западни езици с подготвителен клас по програмата на специализираните училища, като за лектори се привличат чужденци и преподаватели от ВТУ „Св. св. Кирил и Методий“.
През учебната 2000/2001 г. се разкрива втора паралелка с изучаване на немски език, а през 2001/2002 испанският започва да се учи като основен език. Гимназията предлага:
- 2 паралелки с основен език английски
- 2 паралелки с основен език немски
- 1 паралелка с основен език френски
- 1 паралелка с основен език испански

Всички паралелки са с профилиращ предмет Български език и литература. От 2003/2004 вторият чужд език става фиксиран за всеки клас. През 2006 г. завършва последният випуск с паралелка със специалност „Организация на среден и дребен бизнес“.
Гимназията има ученически обмен с град Хале, Германия и сключена спогодба за изпращане на двама ученици годишно за обучение в Марбах, Германия. От 2005/2006 функционира DSD (Deutsches Sprachdiplom) паралелка, а от 2006/2007 учениците от немските паралелки могат да се явяват на изпита за немската езикова диплома. Има добре установени връзки с посолството на Кралство Испания и „Алианс Франсез“.

## Възпитаници
- Иван Спирдонов (р. 1966), български националист, политик, журналист